# 1160
Високе Середньовіччя  •  Золота доба ісламу  •  Реконкіста  •  Хрестові походи  •  Київська Русь

## Геополітична ситуація
Візантію очолює Мануїл I Комнін (до 1180). Фрідріх Барбаросса є імператором Священної Римської імперії (до 1190), Людовик VII Молодий королює у Франції (до 1180).
Апеннінський півострів розділений: північ належить Священній Римській імперії, середню частину займає Папська область, більша частина півдня належить Сицилійському королівству. Деякі міста півночі: Венеція, Піза, Генуя тощо, мають статус міст-республік.
Південь Піренейського півострова в руках у маврів. Північну частину півострова займають християнські Кастилія, Леон (Астурія, Галісія), Наварра та Арагонське королівство (Арагон, Барселона). Королем Англії є Генріх II Плантагенет (до 1189), королем Данії — Вальдемар I Великий (до 1182).
У Києві княжить Ростислав Мстиславич (до 1161). Ярослав Осмомисл княжить у Галичі (до 1187), Андрій Боголюбський у Володимирі-на-Клязмі (до 1174). Новгородська республіка та Володимиро-Суздальське князівство фактично відокремилися від Русі. У Польщі період роздробленості. На чолі королівства Угорщина стоїть Геза II (до 1162).
На Близькому сході існують держави хрестоносців: Єрусалимське королівство, Антіохійське князівство, графство Триполі. Сельджуки окупували Персію та Малу Азію, в Єгипті владу утримують Фатіміди, у Магрибі Альмохади, у Середній Азії правлять Караханіди та Каракитаї. Газневіди втримують частину Індії. У Китаї співіснують держава ханців, де править династія Сун, держава чжурчженів, де править династія Цзінь, та держава тангутів Західна Ся. На півдні Індії домінує Чола. В Японії триває період Хей'ан.

## Події
- Прогнаний з Києва Ізяслав Давидович здійснив невдалу спробу захопити Чернігів, а потім попросив підтримки в Андрія Боголюбського проти київського князя Ростислава Мстиславича.
- Імператор Священної Римської імперії Фрідріх Барбаросса, продовжуючи війну проти італійських міст-республік, взяв місто Крема після 6 місяців облоги.
- Фрідріх Барбаросса зібрав у Павії собор, який затвердив папою Віктора IV. Папа Олександр III утік в Францію і наклав анафему як на імператора, так і на антипапу.
- П'ятирічний Генріх Молодий, син короля Англії, одружився з дворічною Маргаритою Французькою, донькою короля Франції.
- Французький король Людовик VII одружився втретє з Адель Шампанською.
- Після вбивства Еріка Єдвардссона королем Швеції став Магнус Генріксен.
- Князь Антіохії Рено де Шатільйон потрапив у полон до мусульман, де його протримали наступні 16 років.
- Альмохади відвоювали у норманів Махдію. Втім пізанці уклали з ними вигідну торговельну угоду.
- У фатімідському Єгипті виникла криза, пов'язана з малолітством халіфів. Візирі намагаються відкупися від хрестоносців, щоб не втручалися.
- Смута Хейдзі завершилася перемогою клану Тайра.